# The Proud Family Movie
The Proud Family Movie (conocida como La familia Proud: La película en Hispanoamérica, y Los Proud: La película en España) es una Película Original de Disney Channel estrenada el 19 de agosto de 2005. La película sirve de final de cierre para la serie animada de Disney Channel, La familia Proud.

## Sinopsis
Un loco científico libera los malvados clones de una familia para conocer una fórmula secreta.

## Argumento
Penny Proud está a punto de celebrar su 16.º cumpleaños y está emocionada de formar parte, junto con sus amigas, de un grupo de baile liderado por Fifteen Cent, primo de Sticky. Sin embargo, cuando Fifteen Cent lleva a Penny a casa, su padre, Oscar, se enfada al encontrarlos besándose. Oscar castiga a Penny indefinidamente y cancela su cumpleaños, lo que deja a Penny furiosa y resentida con Oscar.
Mientras tanto, Oscar consigue crear un suero que puede hacer que sus Bocadillos Proud sean más sabrosos, pero en cambio hace que se expandan y exploten. Mientras se lo llevan tras su fallida presentación, protesta que su fórmula no tiene fecha de caducidad, lo que es escuchado por un hombre llamado Dr. Carver, quien ha estado intentando crear un ejército de cacahuetes humanoides, pero nunca ha conseguido estabilizar su fórmula. Conspirando para robar la fórmula, Carver invita a la familia Proud a su casa en la Isla Legumbre. Trudy obliga a Oscar y Penny a ir, con la esperanza de que se conecten a pesar de sus problemas. Al llegar, los Proud se encuentran con los G-nomos, criaturas enanas hechas de cacahuetes.
Carver intenta negociar la obtención de la fórmula de Oscar, pero cuando Oscar se niega, Carver revela que ha creado clones de cacahuetes de su familia a partir del ADN que les arrebató durante una fiesta. Oscar huye e intenta explicarle a su familia, pero no le creen. Mientras tanto, los clones se confunden cuando la verdadera Penny regresa al continente para buscar la fórmula, mientras que su clon permanece con la familia original. Penny pronto disfruta de la vida libre, alentada por los clones, pero finalmente se cansa.
En ese momento, un misterioso G-nomo guía a los Proud y al clon de Penny en un peligroso viaje al otro lado de la isla, diciendo que hay alguien que puede responder a sus preguntas. En el camino, el clon de Penny demuestra ser el tipo de hija que Oscar desea: obediente. Cuando conocen a la persona que el G-nomo quería que conocieran, resulta ser el verdadero Dr. Carver, quien explica que el Dr. Carver que conocieron era en realidad un clon hecho de cacahuete. El Dr. Carver reveló que creó a los G-nomos basándose en su investigación sobre cacahuetes. Creó al clon de Carver para llevar a cabo su investigación por el bien de la humanidad, pero un día, el clon de Carver se descompuso bajo el sol y se volvió malvado. Disfrazado de su forma original, el clon de Carver se apoderó de la isla y esclavizó a los G-nomos, convirtiendo la investigación de Carver sobre cacahuetes en algo maligno. Esto hace que Oscar se dé cuenta de que su fórmula es la clave y le dice a la familia que la dejó en un relicario para el cumpleaños de Penny, el cual ella abre al volver a casa.
Con esta información, el clon de Penny se revela atrapando a los Proud y al verdadero Dr. Carver antes de informar a los demás clones, quienes toman la fórmula tras revelar su verdadera naturaleza a la verdadera Penny. Al darse cuenta de lo sucedido, Penny reúne a sus amigos para ir a la Isla Legumbre y rescatar a su familia. Sin embargo, el clon de Carver ya ha usado la fórmula para crear y estabilizar su ejército de soldados cacahuetes para conquistar el mundo y se ha ido en un dirigible. Anticipando que esto sucedería, Carver revela que tiene un contenedor de gas que puede convertir instantáneamente cacahuetes sólidos en mantequilla de cacahuete. Penny toma el contenedor y se sube al dirigible con la intención de liberarlo. Antes de que lo haga, el clon de Carver intenta convencerla de lo contrario ofreciéndole una vida completamente libre de su familia. Aunque Penny admite que, aunque puede tener muchos problemas con su familia (especialmente con Oscar), rechaza la oferta del clon de Carver y libera el gas, derritiendo al ejército de soldados cacahuetes y convirtiendo al clon de Carver de nuevo en un cacahuete sin vida.
Con el plan del clon de Carver frustrado, los Proud son declarados héroes por el público, y Oscar le da a Penny su collar de cumpleaños antes de permitirle asistir al grupo de baile con Fifteen Cent y sus amigos.

## Reparto
- Kyla Pratt como Penny Proud
- Tommy Davidson como Oscar Proud
- Paula Jai Parker como la Dra. Trudy Proud
- Jo Marie Payton como Charlette "Suga Mama" Proud
- Tara Strong como BeBe & CeCe Proud / Cashew
- Orlando Brown como Sticky Webb
- Soleil Moon Frye como Zoey Howzer
- Alisa Reyes como LaCienega Boulevardez
- Karen Malina White como Dijonay Jones
- Omarion Ishmael Granberry como Fifteen Cent
- LisaRaye McCoy como la Coreógrafa
- Arsenio Hall y Cedric the Entertainer como el Dr. Carver / Bobby Proud
- Jeremy Suarez como Wally
- Carlos Alazraqui como Puff The Dog / Miembro de la Junta
- Billy West como Miembro de la Junta / Taxista
- Carlos Mencia como Felix Boulevardez
- Maria Canals-Barrera como Sunset Boulevardez
- Álvaro Gutiérrez como Papi Boulevardez
- Phil LaMarr como el Dr. Carver In Disguise / Miembro de la Junta
- Aries Spears como Wizard Kelly / Miembro de la Junta
- Keith David como Clon de BeBe Proud
- Kevin Michael Richardson como Mangler Mania / Bobo, la Bestia Marina
- Masi Oka como El Locutor

- Datos: Q2042834